# 구병모
구병모(具竝模, 1976년 ~ )는 대한민국의 소설가이다. 1976년 서울특별시에서 태어나 경희대학교 국어국문학과를 졸업했다. 본명은 정유경으로 구병모는 필명이다.

## 생애
구병모는 1976년 서울에서 태어났다. 경희대학교 국어국문학과를 졸업한 이후에 출판사에 편집자로 입사했으며, 2009년 『위저드 베이커리』라는 작품으로 문학에 등단한 이후부터는 집필에 전념했다.

## 문학 세계
구병모의 작품 가운데 상당수는 소설이다. 그의 데뷔 소설 《위저드 베이커리》는 신비, 공포, 환상이 결합된 작품이다. 대한민국 최초의 청소년 소설로서 주요 줄거리 장치로 마법을 채용해 현실적 설정만을 다루는 장르의 관례를 깬 것이 특징이다. 창비청소년문학상 심사위원들은 구병모를 수상자로 선정했는데 이는 학교에서 정해진 성년 시절의 이야기에서 벗어난 환상적인 우화이기 때문이다.
구병모의 후기 작품도 특이한 모티브를 이용해 현실의 어두운 면을 드러내는 우화이다. 단편 소설집 《파란 아이》에 수록된 〈화갑소녀전〉은 한스 크리스티안 안데르센의 동화 《성냥팔이 소녀》를 원작으로 한 단편 소설이지만 주인공이 성냥불에서 빛나는 환영이 아닌 공포와 비극으로 가득한 장면만 보는 내용이 특징이다. 이 이야기는 독자들에게 일반적으로 받아들여지는 진실이나 교훈에 의문을 제기하고 세상을 새로운 시각으로 바라보라고 촉구한다.

## 작품
- 《위저드 베이커리》 (창비) 2009년 3월 ISBN 978-60008346-9-2
- 《아가미》 (자음과모음) 2011년 3월 ISBN 978-89570754-2-5
- 《고의는 아니지만》 (자음과모음) 2011년 8월 ISBN 978-89570757-8-4
- 《방주로 오세요》 (문학과지성사) 2012년 1월 ISBN 978-89320227-0-3
- 《피그말리온 아이들》 (창비) 2012년 6월 ISBN 978-89364564-5-0
- 《파과》 (자음과모음) 2013년 8월 ISBN 978-89570777-4-0
- 《빨간구두당》 (창비) 2015년 9월 ISBN 978-89364373-4-3
- 《한 스푼의 시간》 (위즈덤하우스) 2016년 9월 ISBN 978-89591305-8-0
- 《어느 피씨주의자의 종생기 (The Story of P.C.)》 (아시아) 2017년 10월 ISBN 979-11566233-2-8
- 《네 이웃의 식탁》 (민음사) 2018년 6월 ISBN 978-89374731-9-7
- 《단 하나의 문장》 (문학동네) 2018년 11월 ISBN 978-89546534-8-0
- 《버드 스트라이크》 (창비) 2019년 3월 ISBN 978-89364343-5-9

공저
- 《행복한 문학편지 (48인의 작가가 독자에게 들려주는 못다 한 이야기)》 (삶이보이는창) 2013년 6월 ISBN 978-89665502-6-5
- 《쓰다 참, 사랑 (9인 9색 작가들의 선문답 같은 연애 상상)》 (난다) 2013년 7월 ISBN 978-89546215-4-0
- 《오늘의 장르 문학》 (황금가지) 2010년 11월 ISBN 978-89942106-4-3
- 《작가가 선정한 오늘의 소설 (2011)》 (작가) 2011년 3월 ISBN 978-89948150-4-6
- 《한.중 걸작단편선》 (자음과모음) 2014년 4월 ISBN 978-89570780-0-6
- 《겨울의 눈빛 (제4회 문지문학상 수상작품집,2014)》 (문학과지성사) 2014년 5월 ISBN 978-89320262-1-3
- 《그것이 나만은 아니기를 (2015 오늘의 작가상 수상작)》 (문학과지성사) 2015년 3월 ISBN 978-89320271-7-3
- 《소년, 소녀를 만나다 (황순원의 소나기 이어쓰기)》 (문학과지성사) 2016년 5월 ISBN 978-89320287-0-5
- 《제7회 문지문학상 수상작품집 (행복의 과학)》 (문학과지성사) 2017년 6월 ISBN 978-89320301-0-4
- 《현남 오빠에게 (페미니즘 소설)》 (다산책방) 2017년 11월 ISBN 979-11306147-7-9
- 《꿈을 꾸었다고 말했다 (2018년 제42회 이상문학상 작품집)》 (문학사상) 2018년 1월 ISBN 978-89701297-9-2
- 《소설 제주》 (아르띠잔) 2018년 7월 ISBN 979-11963738-0-1
- 《근방에 히어로가 너무 많사오니 (인기 작가 8인의 슈퍼히어로 단편 앤솔러지)》 (민음인) 2018년 9월 ISBN 979-11588843-1-4
- 《파란 아이》 (창비) 2018년 9월 ISBN 978-89364565-0-4
- 《불안의 주파수 (청소년 테마 소설)》 (문학동네) 2018년 9월 ISBN 978-89546528-8-9
- 《무민은 채식주의자》 (걷는사람) 2018년 11월 ISBN 979-11891281-9-7
- 《땀 흘리는 소설》 (창비교육) 2019년 3월 ISBN 979-11892283-6-1

## 수상
- 2008년 창비청소년문학상
- 2015년 황순원문학상
- 2015년 오늘의 작가상
- 2016년 대산문학상 번역 부문
- 2022년 김유정문학상